# Tragedia de El Limón
La Tragedia de El Limón fue un desastre de origen natural ocurrido el 6 de septiembre de 1987. Consistió en un deslave proveniente de los cerros del parque nacional Henri Pittier, ocasionado por grandes torrenciales de lluvia que arroparon las montañas en las zonas urbanas de El Limón en el estado Aragua (Venezuela).
El 9 de septiembre de 2020, a las 14:30 HLV aproximadamente sin lluvias visibles dentro del municipio y con altas precipitaciones hacia la montaña, los dos ríos: El Manguito y Los Rauseos causaron estragos luego de escucharse un estruendo en la montaña. Los daños humanos fueron mínimos, pero fueron cuantiosas las pérdidas materiales.

## Descripción
Ese día las intensas lluvias, de más de 180 milímetros de agua (cantidad prevista para dos meses de lluvia) produjeron el desbordamiento del Río El Limón, así como derrumbes y aludes de tierra. Tras haber arrasado los barrios El Progreso, Mata Seca y gran parte de El Limón, el torrente de barro y agua dejó un saldo aproximado de 100 personas muertas, cientos de desaparecidos, 300 heridos y miles de damnificados.
Ese año, 200 alumnos de la Escuela Básica El Progreso tuvieron que ser atendidos por el ministerio de Educación en el Local de la Gran Fraternidad de Los Acuarios de El Limón.[cita requerida] La tragedia del río El Limón constituye un hito en cuanto a emergencias generadas por aluviones o deslaves en el estado Aragua, y fue hasta la fecha de su ocurrencia (1987) la inundación aluvial de mayor magnitud que afectara áreas urbanas en Venezuela.[cita requerida]
La tragedia se inició a las 13:00 hlv. cuando el río “El Limón”, ubicado en la vertiente sur (la cual sirve de cuenca) del Parque Nacional Henry Pittier, se desbordó, producto de las intensas lluvias caídas en toda la región central del país, provocando deslizamientos de tierra que derrumbaron parte de la vía que conecta a Ocumare de la Costa y Maracay. Ese día las fuertes precipitaciones prolongadas por un período de 6 horas, generaron 180 milímetros de agua, lo que equivale a las lluvias de aproximadamente dos meses, trayendo como consecuencia la saturación de los suelos, aunado a la pérdida de material vegetal, producto de la intervención humana, lo cual provocó a primeras horas de la noche el desprendimiento de grandes masas de tierra, vegetación y rocas que se derrumbaron dejando bajo las aguas y el lodo gran parte de los sectores La Candelaria, El Progreso, Mata Seca, Los Rauseos, Arias Blanco, Valle Verde, Las Mayas y El Limón. Las fuertes aguas afectaron también el área recreacional de Guamita, donde se encontraba una de las casas del dictador Juan Vicente Gómez. Desapareció totalmente y convirtió al conocido, para ese entonces, como el Parque Los Apamates prácticamente en un camposanto, el río llegó a causar estragos no sólo en el Municipio Mario Briceño Iragorry, sino en Maracay y Ocumare de la Costa.
Los daños resultantes de esta tragedia son difíciles de considerar por existir diversas cifras, pero en general, se estiman que ocurrieron entre 100 y 300 personas fallecidas, al menos de 300 desaparecidos, cientos de heridos y lesionados y miles de personas afectadas y/o damnificadas. Miles de temporadistas que provenían de las playas de la costa quedaron aislados en el litoral aragüeño al derrumbarse parte de la vía que comunica a Ocumare de la Costa con la región central del país.
A treinta y dos años de este acontecimiento, la tragedia de El Limón refleja que los hechos ocurridos en esa población pudieron prevenirse, tal vez no evitarse completamente, pero si reducir los efectos devastadores que tuvieron sobre la población.
En aquel entonces se describió como un evento de origen netamente natural, producto solamente de las lluvias. Hoy en día, sabemos que se corresponde mejor con un evento de tipo socio-natural, por el alto grado de vulnerabilidad de las comunidades al margen del río, (situación que hoy día aún persiste) y por los factores de degradación de suelos como la tala, quema e incendios forestales.